# Conferència de l'ONU sobre el Canvi Climàtic 2015
La XXI Conferència Internacional sobre Canvi Climàtic (COP21/CMP11) se celebrà a París (França), des del 30 de novembre fins a l'11 de desembre de 2015. Aquesta fou la 21a sessió anual de la Conferència de les parts (COP21) de la Convenció Marc sobre el Canvi Climàtic (CMNUCC) de 1992, i l'11a sessió de la Trobada de les parts (CMP11) del Protocol de Kyoto de 1997. L'objectiu de la conferència era concloure un acord mundial per reduir les emissions de gasos amb efecte d'hivernacle.
Abans d'aquesta conferència, les col·lectivitats i actors econòmics de la mediterrània es van reunir durant la MedCop21 el 4 i 5 de juny de 2015 a Marsella, França.

## Sumari de la conferència
La conferència va aconseguir el seu objectiu, aconseguir per primera vegada en la història un acord universal sobre els mètodes per reduir el canvi climàtic en l'Acord de París, que va ser aprovat per aclamació per gairebé tots els estats i que es convertirà en jurídicament vinculant si almenys 55 països que representin almenys el 55 percent de les emissions globals de gasos amb efecte d'hivernacle s'hi adhereixen mitjançant la signatura seguida de la seva ratificació, acceptació, aprovació o adhesió.
L'acord serà aplicat a partir de l'any 2020. D'acord amb el comitè organitzador, el resultat esperat era clau per poder limitar l'escalfament global a menys de 2 graus centígrads el 2100, en comparació amb l'era preindustrial. Els investigadors de l'ONU Grup Intergovernamental d'Experts sobre el Canvi Climàtic van acordar el 2009 que això era necessari per evitar catàstrofes climàtiques greus, i que aquest resultat al seu torn requeriria que les emissions de gasos amb efecte d'hivernacle es reduïssin entre un 40 i un 70 percent el 2050 en comparació amb l'any 2010, aconseguint un nivell zero el 2100. Aquesta meta va ser no obstant això superada pel projecte definitiu formalment acceptat l'Acord de París que pretén també prosseguir els esforços per limitar l'augment de temperatura a 1,5 graus centígrads. Un objectiu ambiciós requeriria un nivell zero d'emissions entre 2030 i 2050.